# Temporada 1967 de Fórmula 1
Resultats de la Fórmula 1 a la temporada 1967. S'adjudicaven punts als sis primers llocs (9, 6, 4, 3, 2 i 1). Ja no es donen punts per la volta més ràpida. Per al recompte final del campionat només es tenien en compte els cinc millors resultats dels sis primers grans premis i quatre dels cinc grans premis següents, d'aquesta manera s'eliminava el pitjor resultat en cada una de les dues parts possibles del campionat (5 de 6 i 4 de 5). També fou puntuable pel Campionat del món de constructors.

## Curses
| Rnd | Cursa                        | Data           | Circuit            | Pilot           | Equip             | :Resultats |
| --- | ---------------------------- | -------------- | ------------------ | --------------- | ----------------- | ---------- |
| 1   | Gran Premi de Sud-àfrica     | 2 de gener     | Kyalami            | Pedro Rodríguez | Cooper - Maserati | Resultats  |
| 2   | Gran Premi de Mònaco         | 7 de maig      | Mònaco             | Denny Hulme     | Brabham - Repco   | Resultats  |
| 3   | Gran Premi d'Holanda         | 4 de juny      | Zandvoort          | Jim Clark       | Lotus - Ford      | Resultats  |
| 4   | Gran Premi de Bèlgica        | 18 de juny     | Spa-Francorchamps  | Dan Gurney      | Eagle - Weslake   | Resultats  |
| 5   | Gran Premi de França         | 2 de juliol    | Le Mans            | Jack Brabham    | Brabham - Repco   | Resultats  |
| 6   | Gran Premi del Regne Unit    | 15 de juliol   | Silverstone        | Jim Clark       | Lotus - Ford      | Resultats  |
| 7   | Gran Premi d'Alemanya        | 7 d'agost      | Nürburgring        | Denny Hulme     | Brabham - Repco   | Resultats  |
| 8   | Gran Premi del Canadà        | 27 d'agost     | Mosport Park       | Jack Brabham    | Brabham - Repco   | Resultats  |
| 9   | Gran Premi d'Itàlia          | 10 de setembre | Monza              | John Surtees    | Honda             | Resultats  |
| 10  | Gran Premi dels Estats Units | 1 d'octubre    | Watkins Glen       | Jim Clark       | Lotus - Ford      | Resultats  |
| 11  | Gran Premi de Mèxic          | 22 d'octubre   | Hermanos Rodríguez | Jim Clark       | Lotus - Ford      | Resultats  |

## Posició final del Campionat de constructors de 1967
| Pos. | Equip             | Punts |
| ---- | ----------------- | ----- |
| 1    | Brabham - Repco   | 63    |
| 2    | Lotus - Ford      | 44    |
| 3    | Cooper - Maserati | 28    |
| 4    | Honda             | 20    |
| 5    | Ferrari           | 20    |
| 6    | BRM               | 17    |
| 7    | Eagle - Weslake   | 13    |
| 8    | Lotus - BRM       | 6     |
| 9    | Cooper - Climax   | 6     |
| 10   | McLaren - BRM     | 3     |
| 11   | Brabham - Climax  | 2     |
| 12   | Eagle - Climax    | 0     |
| 13   | Lotus - Climax    | 0     |
| 14   | Matra - Ford      | 0     |
| 15   | Cooper - ATS      | 0     |
| 16   | LDS - Climax      | 0     |

## Posició final del Campionat de pilots de 1967
| Pos. | Pilot                | N° | País         | Punts | Victòries | Podis | Poles |
| ---- | -------------------- | -- | ------------ | ----- | --------- | ----- | ----- |
| 1    | Denny Hulme          | 2  | Nova Zelanda | 51    | 2         | 8     |       |
| 2    | Jack Brabham         | 1  | Austràlia    | 48    | 2         | 6     | 2     |
| 3    | Jim Clark            | 5  | Regne Unit   | 41    | 4         | 5     | 6     |
| 4    | Chris Amon           | 9  | Nova Zelanda | 20    |           | 4     |       |
| 5    | John Surtees         | 3  | Regne Unit   | 20    | 1         | 2     |       |
| 6    | Pedro Rodríguez      | 21 | Mèxic        | 15    | 1         | 1     |       |
| 7    | Graham Hill          | 6  | Regne Unit   | 15    |           | 2     | 3     |
| 8    | Dan Gurney           | 11 | EUA          | 13    | 1         | 2     |       |
| 9    | Jackie Stewart       | 7  | Regne Unit   | 10    |           | 2     |       |
| 10   | Mike Spence          | 8  | Regne Unit   | 9     |           |       |       |
| 11   | Jochen Rindt         | 4  | Àustria      | 6     |           |       |       |
| 12   | Jo Siffert           | 15 | Suïssa       | 6     |           |       |       |
| 13   | John Love            | 17 | Zimbàbue     | 6     |           | 1     |       |
| 14   | Bruce McLaren        | 14 | Nova Zelanda | 3     |           |       |       |
| 15   | Jo Bonnier           | 16 | Suècia       | 3     |           |       |       |
| 16   | Mike Parkes          | 4  | Regne Unit   | 2     |           |       |       |
| 17   | Chris Irwin          | 17 | Regne Unit   | 2     |           |       |       |
| 18   | Bob Anderson         | 19 | Regne Unit   | 2     |           |       |       |
| 19   | Guy Ligier           | 19 | França       | 1     |           |       |       |
| 20   | Jacky Ickx           | 21 | Bèlgica      | 1     |           |       |       |
| 21   | Ludovico Scarfiotti  | 10 | Itàlia       | 1     |           |       |       |
| 22   | Richie Ginther       | 12 | EUA          |       |           |       |       |
| 23   | Richard Attwood      | 8  | Regne Unit   |       |           |       |       |
| 24   | Sam Tingle           | 18 | Zimbàbue     |       |           |       |       |
| 25   | Mike Fisher          | 6  | EUA          |       |           |       |       |
| 26   | Piers Courage        | 6  | Regne Unit   |       |           |       |       |
| 27   | Moises Solana        | 18 | Mèxic        |       |           |       |       |
| 28   | Al Pease             | 11 | Canadà       |       |           |       |       |
| 29   | Silvio Moser         | 22 | Suïssa       |       |           |       |       |
| 30   | Eppie Wietzes        | 5  | Canadà       |       |           |       |       |
| 31   | Luki Botha           | 20 | Sud-àfrica   |       |           |       |       |
| 32   | Giancarlo Baghetti   | 24 | Itàlia       |       |           |       |       |
| 33   | Jean Pierre Beltoise | 22 | França       |       |           |       |       |
| 34   | David Hobbs          | 12 | Regne Unit   |       |           |       |       |
| 35   | Dave Charlton        | 19 | Sud-àfrica   |       |           |       |       |
| 36   | Alan Rees            | 14 | Regne Unit   |       |           |       |       |
| 37   | Johnny Servoz-Gavin  | 2  | França       |       |           |       |       |
| 38   | Jonathan Williams    | 12 | Regne Unit   |       |           |       |       |
| 39   | Lorenzo Bandini      | 18 | Itàlia       |       |           |       |       |
| 40   | Tom Jones            | 41 | EUA          |       |           |       |       |